# Hedley Mattingly
Hedley Mattingly (* 7. Mai 1915 in London; † 3. März 1998 in Encino, Kalifornien) war ein britischer Schauspieler.

## Leben
Während des Zweiten Weltkriegs diente Mattingly in der Royal Air Force. In den frühen 1950er Jahren emigrierten er und seine Frau nach Kanada. Am Ende dieses Jahrzehnts machte er sein Debüt als Fernsehschauspieler. Sein Schwerpunkt blieb zeitlebens auf Fernsehproduktionen, unterbrochen von nur wenigen Filmauftritten – und seine Auftritte in Filmen wie der Doris-Day-Komödie Was diese Frau so alles treibt und Alfred Hitchcocks Der zerrissene Vorhang fielen meist klein aus. Von 1966 und 1969 übernahm er die Rolle des District Officer Hedley in der in Afrika spielenden Serie Daktari, mit der er dem deutschen Publikum wohl am geläufigsten geblieben ist. Bis einschließlich 1996 war Mattingly in Filmproduktionen zu sehen.
Mattingly starb im März 1998 im Alter von 82 Jahren an einer Krebserkrankung, er hinterließ seine Ehefrau Barbara und einen Sohn. Er wurde im Forest Lawn Memorial Park in Hollywood Hills beigesetzt.

## Filmografie (Auswahl)
- 1958: The Telltale Heart (Fernsehfilm)
- 1958–1961: General Motors Theatre (Fernsehserie, 12 Folgen)
- 1962: 5 Wochen im Ballon (Five Weeks in a Balloon)
- 1963: Was diese Frau so alles treibt (The Thrill of it All)
- 1963–1964: The Travels of Jaimie McPheeters (Fernsehserie, 8 Folgen)
- 1964: Wegweiser zum Mord (Signpost to Murder)
- 1964–1965: Solo für O.N.C.E.L. (The Man from U.N.C.L.E., Fernsehserie, 2 Folgen)
- 1965: Sie nannten ihn King (King Rat)
- 1965: Dreimal nach Mexiko (Marriage on the Rocks)
- 1965: Fremde Bettgesellen (Strange Bedfellows)
- 1965: Mein Onkel vom Mars (My Favorite Martian, Fernsehserie, Folge Gone But Not Forgotten)
- 1965: Die Seaview – In geheimer Mission (Voyage to the Bottom of the Sea, Fernsehserie, Folge The Secret of the Loch)
- 1966: Der zerrissene Vorhang (Torn Curtain)
- 1966–1969: Daktari (Fernsehserie, 77 Folgen)
- 1969: Mannix (Fernsehserie, Folge All Around the Money Tree)
- 1972: Columbo: Alter schützt vor Torheit nicht (Dagger of the Mind, Fernsehreihe)
- 1972, 1974: Der Chef (Ironside, Fernsehserie, 2 Folgen)
- 1973: Ein Fall für Cleopatra Jones (Cleopatra Jones)
- 1973: Der verlorene Horizont (Lost Horizon)
- 1973: Das Bildnis des Dorian Gray (The Picture of Dorian Gray, Fernsehfilm)
- 1979: Hawaii Fünf-Null (Hawaii Five-O, Fernsehserie, Folge The Meighan Conspiracy)
- 1981: Goliath – Sensation nach 40 Jahren (Goliath Awaits, Fernsehfilm)
- 1982, 1984: Der Denver-Clan (Dynasty, Fernsehserie, 2 Folgen)
- 1984: Solo für 2 (All of Me)
- 1986: Trapper John, M.D. (Fernsehserie, Folge Self-Diagnosis)
- 1996: Lethal Christmas – Feuer in den Straßen (Riot)